# Enchelyurus kraussii
Enchelyurus kraussii és una espècie de peix de la família dels blènnids i de l'ordre dels perciformes.

## Morfologia
- Els mascles poden assolir 4,5 cm de longitud total.[1][2]

## Reproducció
És ovípar.

## Hàbitat
És un peix marí de clima tropical i associat als esculls de corall.

## Distribució geogràfica
Es troba des del Mar Roig fins a les Illes Mariannes, les Ryukyu, el sud de la Gran Barrera de Corall i Tonga.